# Tratamento da diabetes mellitus
O tratamento da diabetes mellitus, uma doença crônica ainda sem cura, que pode ser controlada por dieta, exercício físico, medicação oral e administração de insulina, a fim de manter níveis adequados de glicose no sangue. O objetivo principal do tratamento é prevenir as complicações agudas e crônicas da doença.[carece de fontes?]